# Bringer of Blood
Bringer of Blood är Six Feet Unders femte studioalbum, utgivet 2003 av skivbolaget Metal Blade Records. Albumet klättrade upp till position 22 på Top Heatseekers och höll platsen i två veckor och klättrade till nummer 20 på Top Independent Albums.

## Låtlista
1. "Sick in the Head" − 4:11
2. "Amerika the Brutal" − 3:01
3. "My Hatred" − 4:22
4. "Murdered in the Basement" − 2:19
5. "When Skin Turns Blue" − 3:27
6. "Bringer of Blood" − 2:54
7. "Ugly" − 2:58
8. "Braindead" − 3:44
9. "Blind and Gagged" − 3:09
10. "Claustrophobic" − 2:50
11. "Escape from the Grave" − 3:58

Bonusspår på tyska utgåvan
1. "Bringer des Blutes" (tysk version av "Bringer of Blood") − 2:55
2. "Unknown" (gömd spår) − 1:22

Bonus-DVD "The Making of Bringer of Blood" (div. utgåvor)
1. "Introduction by Chris Barnes"
2. "Studio Footage"
3. "Documentary - Six Feet Underground: Life in Death Metal"
4. "Photo Gallery"

## Medverkande
Musiker (Six Feet Under-medlemmar)
- Chris Barnes − sång
- Steve Swanson − gitarr
- Terry Butler − bas
- Greg Gall − trummor

Produktion
- Chris Barnes – producent, ljudmix
- Chris Carroll – ljudtekniker, ljudmix
- Brian Slagel – ljudmix
- Brad Vance – mastering
- David Aronson – omslagskonst
- Brian Ames – grafik
- Joe Giron – foto